# Insulanoplectron spinosum
Insulanoplectron spinosum är en insektsart som beskrevs av Richards 1970. Insulanoplectron spinosum ingår i släktet Insulanoplectron och familjen grottvårtbitare. Inga underarter finns listade i Catalogue of Life.